# Inherent
|  | Denne artikel er oprettet af botten Steenthbot ud fra en ekstern database. Den kan derfor have sproglige fejl eller mangler. Denne skabelon kan fjernes efter kontrol af indholdet. |

Inherent er en dansk kortfilm fra 2021 instrueret af Johansen Nicolai G. H..

## Handling
Gotisk horror møder teenage-romance som vi følger en ung kvinde, der bor tilsyneladende alene i et forladt hus på landet. Langsomt bliver det klart, at hun er bundet til stedet – og at hun ikke er alene i huset. Da hun forelsker sig i en fyr i det danske sommerland, står hun ved en skillevej. Kan hun give efter for sin længsel og løsrive sig fra sine bånd?

## Medvirkende
- Sandra Guldberg Kampp
- Noah Skovgaard Skands